# Каэтани, Леоне
Леоне Каэтани, 15-й герцог Сермонета, 5-й принц Теано (итал. Leone Caetani; род. 12 сентября 1869 г., Рим — ум. 24 декабря 1935 г., Ванкувер) — итальянский историк, исламовед и политик.

## Жизнь и творчество
Л. Каэтани родился в аристократической римской семье, в роду которой были в XII—XIV веках в том числе и папы римские (Геласий II и Бонифаций VIII).
Уже в раннем возрасте у Каэтани проявился интерес к иностранным языкам. В 15 лет он начал самостоятельно изучать санскрит и арабский. Будущий учёный и политик учился в Римском университете, который и окончил в 1891 году по специальности восточных языков — под руководством Игнацио Гуиди и Джакомо Линьяны интенсивно изучал арабский, иврит, фарси, санскрит и сирийский языки (и, возможно, также турецкий). Каэтани провел много лет, исследуя и путешествуя по мусульманскому миру, собирая материалы по широкому спектру исламских культур из Туниса, Алжира, Египта, Сирии, Турции, Ирака, Леванта, Сахары, Индии, Центральной Азии и Кавказа. Придерживался левых политических взглядов, был членом социалистической партии. В период с 1909 по 1913 года был депутатом парламента от Итальянской социалистической партии. После начала Первой мировой войны, в 1915 году ушёл добровольцем на фронт, служил в артиллерии на австрийском фронте в Доломитовых Альпах. В то же время в предвоенный период выступал против оккупации Ливии Италией. После прихода в Италии к власти фашистов в 1927 году переехал в Британскую Колумбию (Канада), где и умер 24 декабря 1935 года от рака горла.
Л. Каэтани является создателем миграционной теории возникновения ислама. По его мнению, эта религия возникла как следствие последнего миграционного движения кочевого населения Аравии во внешний мир, завоевав при этом огромную территорию от Испании и Сенегала на западе до Синьцзяна и Западной Индии на востоке. Миграционные движения, согласно Л. Каэтани, в результате различных физико-географических изменений, возникали постоянно в недрах Аравийского полуострова, выбрасывая излишек кочевников-семитов в Сирию, Палестину и Ирак, где они переходили к оседлости и создавали города и государства. Большую роль в формировании мусульманской религии учёный отводил деятельности Мухаммеда.

## Сочинения
- Annali dell´islam, v.1-10, Milano 1905—1926
- Studi di istoria orientale, v.1-3, Milano 1911—1914
- Chronografia islamica, Paris-Roma 1912
- Onomasticon arabicum…, Roma 1915.

## Комментарии
1. ↑  В апреле 1935 года фашистский режим Муссолини лишил Каэтани итальянского гражданства
2. ↑  Постоянное место жительства с 1927 года, позднее принял гражданство
3. ↑  В апреле 1935 года фашистский режим Муссолини исключил Каэтани из списка академиков